# Paseo Marítimo Ciudad de Melilla
El Paseo Marítimo Ciudad de Melilla es un sector del paseo marítimo del distrito Este de la ciudad andaluza de Málaga, España. Transcurre paralelo a la playa de la Malagueta, en sentido suroeste-noreste, uniendo el Paseo de la Farola, situado junto al puerto, y el Paseo Marítimo Pablo Ruiz Picasso, al que enlaza en una rotonda donde desemboca además la Avenida de Cánovas del Castillo. Tiene una longitud de 500 metros.
El paseo articula el frente marítimo del sector occidental del barrio de La Malagueta. En sus extremos se sitúan dos importantes establecimientos: el Real Club Mediterráneo y el restaurante Antonio Martín, uno de los más antiguos de la ciudad.

## Origen del nombre
El nombre del Paseo Marítimo Ciudad de Melilla conmemora a la ciudad norteafricana de Melilla, que formó parte de la provincia de Málaga hasta el año 1995, cuando se convirtió en ciudad autónoma.

## Edificios notables
El edificio residencial Melilla 31 forma parte de la imagen del litoral oriental de Málaga desde finales de la década de los años sesenta del siglo XX. Ubicado actualmente en el número 23, el inmueble, construido por el arquitecto Antonio Lamela Martínez entre abril de 1967 y septiembre de 1971, desarrolla un programa residencial caracterizado por la claridad y depuración compositiva, la liberación de los espacios de la planta baja (favoreciendo la diafanidad en relación con los postulados del Movimiento Moderno), el fomento de la plástica de los elementos constructivos (con un especial énfasis en los pilares escultóricos de hormigón visto, que sostienen y elevan el edificio sobre el nivel del frente costero) y el tratamiento de fachada, en la que se despliega un interesante programa de terrazas con empleo de madera natural en carpinterías y elementos de protección.
El edificio se constituye por basamento horizontal donde se disponen los locales comerciales y los accesos al garaje y a la zona de viviendas. Sobre él, se levanta una estructura vertical con 16 plantas y un ático de dimensiones menores que acogen un total de 49 viviendas. En el bajo se localiza uno de los elementos con mayor protagonismo de todo el conjunto: se trata de unos sobredimensionados pilares de hormigón en bruto, que crean pórticos y dejan libre la planta baja en su ángulo sureste, aligerando así los volúmenes. Estos pilares tienen una curiosa forma de prisma con base cuadrada que conforme va ascendiendo transforma su sección en un octógono irregular.
En cada una de las dieciséis plantas de la torre vertical se distribuyen tres viviendas. La fachada principal se orienta hacia el sureste, alineada con el paseo marítimo, y se prolonga por la lateral que abre al suroeste. Para orientar las viviendas hacia las mejores direcciones, el arquitecto dispone todos sus tabiques de manera perpendicular. Con ello, provoca un giro en el volumen que contiene los espacios residenciales, quedando estos de manera oblicua a los alzados principales, creando así unos